# Йонджегу
Район Йондже (кор. 연제구?, 蓮堤區? Йонджегу, новая романизация корейского языка: Yeonje-gu) — муниципальный район в центральной части города-метрополии Пусан (Корея). Район Йондже образован в 1995 году путём выделения из Тоннэ-гу. Через района проходит Первая линия Пусанского метрополитена с 3 станциями от станции «Йонсан» до станции «Мэрия». Станция «Йонсан» является южным терминалом 3-й линии, что делает «Йонсан» важным пунктом транспорта метрополитена и пассажирских перевозок.

## Административное деление
Йондже-гу подразделяется на пять официальных округов, которые вместе образуют 13 административных округов:
- Йонсан 1-дон
- Йонсан 2-дон
- Йонсан 3-дон
- Йонсан 4-дон
- Йонсан 5-дон
- Йонсан 6-дон
- Йонсан 7-дон
- Йонсан 8-дон
- Йонсан 9-дон
- Кодже 1-дон
- Кодже 2-дон
- Кодже 3-дон
- Кодже 4-дон